# Земсков
Зе́мсков (рос. Земсков) — селище у складі Бугурусланського району Оренбурзької області, Росія.

## Населення
Населення — 67 осіб (2010; 94 у 2002).
Національний склад (станом на 2002 рік):
- росіяни — 97 %